# يوما كاواموري
يوما كاواموري (باليابانية: 川森 有真) (1 فبراير 1993 في يوكايتشي في اليابان – )؛ هو لاعب كرة قدم ياباني سابق كان يلعب كمهاجم.

## وصلات خارجية
- يوما كاواموري على موقع رابطة كرة القدم اليابانية للمحترفين (اليابانية)
- يوما كاواموري على موقع Soccerway.com (الإنجليزية)
- يوما كاواموري على موقع عالم كرة القدم.نت (الإنجليزية)